# Stephanotis floribunda

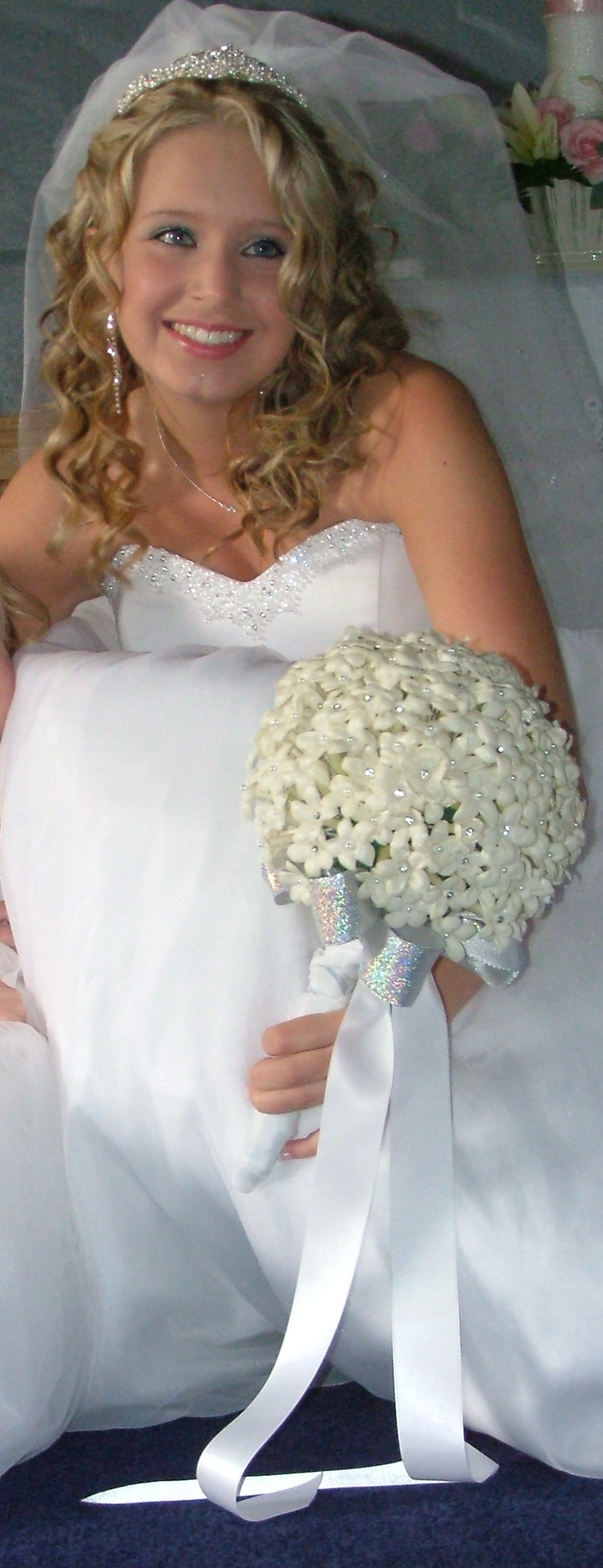
Una núvia amb un ram de Stephanotis

Stephanotis floribunda (gessamí de Madagascar, flor de cera, flor de noces de Hawaii) és una planta enfiladissa originària d'Àfrica no pas de Madagascar ni de Hawaii. Les seves flors tenen forma de trompeta i es troben durant tot l'any i són un component popular dels rams de núvia. És una planta enfiladissa vigorosa amb les fulles fosques i coriàcies. Pot ser una planta d'interior o, en condicions tropicals, viure a l'exterior com a planta ornamental.

## Flors
Les flors són ceroses, en forma d'estel i molt flairoses, de 3 cm de llarg. Per a florir cal que la planta sigui una mica vella.

## Propagació
Es fa per esqueixos o per llavors les quals es fan en unes tavelles similars al fruit del mango. Si les llavors són fresques germinen en uns set dies.